# Berliner Firmenlauf
Der Berliner Firmenlauf (IKK BB Berliner Firmenlauf) ist ein Firmenlauf. Er findet seit dem 5. Juli 2002 jährlich in Berlin statt. Die aktuelle Strecke beträgt ca. 5,5 km durch die Berliner City (Ortsteil Tiergarten) beziehungsweise um den Großen Tiergarten herum. Gestartet wird in den Wettbewerben Laufen, Skaten, Walken, Einrad- und Rollstuhlfahren.

## Teilnehmerzahlen
Der Berliner Firmenlauf existiert seit 2002. Seitdem ist die Teilnehmerzahl kontinuierlich gestiegen.
- 01.100 Teilnehmer bei der Premiere am 5. Juli 2002
- 01.650 Teilnehmer beim 2. Berliner Firmenlauf 2003
- 02.200 Teilnehmer beim 3. Berliner Firmenlauf 2004
- 02.800 Teilnehmer beim 4. Berliner Firmenlauf 2005
- 04.300 Teilnehmer beim 5. Berliner Firmenlauf 2006
- 05.050 Teilnehmer beim 6. Berliner Firmenlauf 2007
- 06.600 Teilnehmer beim 7. Berliner Firmenlauf 2008
- 07.900 Teilnehmer beim 8. Berliner Firmenlauf 2009
- 06.500 Teilnehmer beim 9. Berliner Firmenlauf 2010
- 08.900 Teilnehmer beim 10. Berliner Firmenlauf 2011
- 09.400 Teilnehmer beim 11. Berliner Firmenlauf 2012, 5.573 Zieleinläufer[1]
- 10.000 Teilnehmer beim 12. Berliner Firmenlauf 2013, 6.273 Zieleinläufer[2]
- 13.000 Teilnehmer beim 13. Berliner Firmenlauf 2014, 6.723 Zieleinläufer[3]
- 14. Berliner Firmenlauf 2015 mit 8.301 Zieleinläufern[4]
- 15. Berliner Firmenlauf 2016 mit 10.204 Zieleinläufern[5]
- 16. Berliner Firmenlauf 2017 mit 12.778 Zieleinläufern[6]
- 17. Berliner Firmenlauf 2018 mit 13.070 Zieleinläufern[7]
- 18. Berliner Firmenlauf 2019 mit 14.030 Zieleinläufern[8]

## Sieger
- 2012 (6,0 km) Lucas Kempe (M) 00:17:22, Victoria Brandt (W) 00:19:16
- 2013 (6,0 km) Samalya Schäfer (M) 00:16:48, Schulz (W) 00:20:00
- 2014 (6,0 km) Daniel Naumann (M) 00:17:30, Heike Hesse (W) 00:21:31
- 2015 (6,0 km) Felix Ledwig (M) 00:17:17, Julia Kind (W) 00:19:47
- 2016 (5,5 km) Lukas Pallitsch (M) 00:16:32, Carola Dewitz (W) 00:20:34
- 2017 (5,5 km) Reinier van Wel (M) 00:16:49, Nadia Dagher (W) 00:19:50
- 2018 (5,5 km) Philipp Baar (M) 00:16:13, Victoria Brandt (W) 00:18:40
- 2019 (5,5 km) Philipp Baar (M) 00:15:56, Victoria Brandt (W) 00:18:47

## Strecke
Die aktuelle Strecke (2017) ist ca. 5,5 km lang und führt durch die Berliner Innenstadt (Ortsteil Tiergarten) bzw. um den Großen Tiergarten herum. Sie beginnt in der Ebertstraße, 100 m südlich des Brandenburger Tors und endet auf der Straße des 17. Juni, in Höhe des Sowjetischen Ehrenmals.
Streckenverlauf: Ebertstraße, Behrenstraße, Wilhelmstraße, Hannah-Arendt-Straße, Ebertstraße, Lennestraße, Tiergartenstraße, Stauffenbergstraße, Reichpietschufer, Von-der-Heydt-Straße, Klingelhöferstraße, Hofjägerallee, Berliner Siegessäule, Straße des 17. Juni.